# فرودگاه میدوا (کلرادو)
فرودگاه میدوا (کلرادو) (به انگلیسی: Meadow Lake Airport (Colorado)) یک فرودگاه همگانی بهره‌برداری هوایی است که یک باند فرود آسفالت دارد و طول باند آن ۱۸۲۹ متر است. این فرودگاه در کشور ایالات متحده آمریکا قرار دارد و در ارتفاع ۲۰۹۵ متری از سطح دریا واقع شده‌است.